# Моша (приток Рановы)
Моша — река в России, протекает в Рязанской области. Левый приток Рановы.

## География
Река Моша берёт начало восточнее города Скопин. Течёт на восток и впадает в Ранову у села Поплевино. Устье реки находится в 61 км по левому берегу реки Рановы. Длина реки составляет 38 км. Наиболее крупный левый приток Моши — река Калузинка.

## Данные водного реестра
По данным государственного водного реестра России относится к Окскому бассейновому округу, водохозяйственный участок реки — Проня от истока и до устья, речной подбассейн реки — Бассейны притоков Оки до впадения Мокши. Речной бассейн реки — Ока.